# 7693 Hoshitakuhai
7693 Hoshitakuhai è un asteroide della fascia principale. Scoperto nel 1982, presenta un'orbita caratterizzata da un semiasse maggiore pari a 2,6224954 UA e da un'eccentricità di 0,1667415, inclinata di 13,81036° rispetto all'eclittica.